# (7313) Pisano
(7313) Pisano (6207 P-L) – planetoida z pasa głównego asteroid okrążająca Słońce w ciągu 4,13 lat w średniej odległości 2,57 j.a. Odkryta 24 września 1960 roku.